# 曹鼐
曹 鼐（そう だい、1402年 - 1449年）は、明代の官僚・政治家。字は万鍾、号は恒山。本貫は趙州寧晋県。

## 生涯
曹祉の子として生まれた。若くして剛直豪爽で大志を抱き、継母に孝事して知られた。宣徳初年、郷挙により代州訓導に任じられた。1429年（宣徳4年）、別の職をつとめたいと願い出て、泰和県典史に転じた。1432年（宣徳7年）、工匠を率いて北京に上り、上疏して受験を志願し、順天府郷試に及第した。翌年、進士に及第し、一甲第一の成績で、状元となった。翰林院修撰に任じられた。
1436年（正統元年）、曹鼐は英宗に経書を講義する講官をつとめた。1438年（正統3年）、『宣宗実録』が完成すると、翰林院侍講に進んだ。1440年（正統5年）、楊栄・楊士奇の推薦により、文淵閣に入り、国政の機密に参与した。楊栄が死去し、楊士奇が病のため職務に耐えなくなると、閣務の多くは曹鼐により決裁されるようになった。1444年（正統9年）、英宗にその賢を認められ、翰林院学士に進んだ。1445年（正統10年）、吏部左侍郎・兼学士に進んだ。
1449年（正統14年）7月、オイラトのエセン・ハーンが侵攻してくると、宦官の王振が英宗をたきつけて親征させた。朝臣たちはかわるがわる上書して諫めたが、聞き入れられなかった。曹鼐は張益とともに閣臣として扈従した。明軍が大同府に着かないうちに、軍の食糧はすでに足りなくなっていた。宋瑛と朱冕の部隊は全軍が壊滅した。朝臣たちは軍を返すよう求めたが、王振は許さず、諸軍に進軍を命じた。曹鼐は「臣子はもとより惜しむに足りないが、主上は天下の安危にかかるもの。どうして軽々しく進むべきでしょうか」と言ったが、王振は聞き入れなかった。先鋒隊の敗報が届いて、ようやく王振は撤退を決断した。定襄侯郭登が紫荊関に入るよう曹鼐と張益に提案した。王振は蔚州の私邸に英宗を迎えようとしたが、聞き入れられず、居庸関に向かうこととなった。
8月辛酉、明軍は土木に宿営した。土木の地勢は高く、地面を2丈掘っても水を得られなかった。オイラト軍が大挙してやってきて、南河に拠った。翌日、オイラト軍は偽って退却し、使者を派遣して講和を願い出た。英宗は曹鼐を召し出して詔を起草させ、これに答えた。王振は水を求めて本営を移動させようとして、軍の混乱を招いた。オイラトの騎兵が明軍に向かって突入すると、英宗は包囲を脱出しようとして失敗し、オイラト兵に捕らえられて連行された（土木の変）。曹鼐は張益らとともに殺害された。享年は48。景泰帝が即位すると、曹鼐は少傅・吏部尚書・文淵閣大学士の位を追贈され、文襄と諡された。1457年（天順元年）、英宗が復位すると、加えて太傅の位を贈られ、文忠と諡を改められた。